# Siadło Dolne
Siadło Dolne [ˈɕadwɔ ˈdɔlnɛ] (tiếng Đức: Niederzahden) là một ngôi làng thuộc khu hành chính của Gmina Kołbaskowo, thuộc Hạt cảnh sát, West Pomeranian Voivodeship, ở phía tây bắc Ba Lan, gần biên giới Đức. Nó nằm khoảng 21 kilômét (13 mi) phía nam của Cảnh sát và 10 km (6 mi) về phía tây nam của thủ đô khu vực Szczecin.